# إليوت موريس (مغني)
إليوت موريس (بالإنجليزية: Eliot Morris)‏ هو مغني ومغن مؤلف أمريكي، ولد في 1977.

## وصلات خارجية
- الموقع الرسمي
- إليوت موريس على موقع ميوزك برينز (الإنجليزية)
- إليوت موريس على موقع أول ميوزيك (الإنجليزية)
- إليوت موريس على موقع ديسكوغز (الإنجليزية)